# Otto Mügge
Johannes Otto Conrad Mügge (Hannover, Reino de Hannover, 4 de março de 1858 – Göttingen, 9 de junho de 1932) foi um mineralogista alemão.
Mügge estudou matemática, mineralogia, química e botânica a partir de 1875 na Universidade de Hannover e na Universidade de Göttingen, onde obteve em 1880 o Staatsexamen como professor ginasial e um doutorado em mineralogia em 1879, orientado por Carl Klein, com a tese Kristallographische Untersuchung einiger organischer Verbindungen. Em 1879 foi assistente de Harry Rosenbusch em Heidelberg, em 1882 foi curador de geologia e mineralogia no Naturhistorisches Museum Hamburg, em 1886 außerordentlicher Professor em Münster e em 1896 sucessor de Theodor Liebisch ordentlicher Professor na Universidade de Königsberg. Foi lá em 1903/1904 decano da Faculdade de Filosofia. Em 1908 foi professor em Göttingen, onde aposentou-se em 1926. Em 1909 foi eleito membro da Academia de Ciências de Göttingen. Em 1925 foi eleito membro da Academia Leopoldina.
Desde 1960 a Ilha Mügge na Península Antártica é denominada em sua memória.
É autor do artigo Kristallographie (1905) na Encyklopädie der mathematischen Wissenschaften, juntamente com Arthur Moritz Schoenflies e Theodor Liebisch.